# زماني على كيفي (مسلسل)
زماني على كيفي مسلسل كوميديا كويتية من تأليف مصطفى بلال وإخراج حسين المفيدي انتج 2004 وعرض على قناة الراي 29 أبريل 2006

## الفنانين المشاركين بالعمل
من بطولة الممثلون:
- ولد الديرة
- فخرية خميس
- سعاد علي
- محمد الجناحي
- محمد عتريس
- محمد نجاتي
- نايف البشايرة
- أحمد الجسمي
- إسماعيل الراشد
- مها سالم
- نادية كرم
- أحمد إيراج
- عباس مراد
- شوق
- سميرة عابد